# Ghost of the Robot
Ghost of the Robot ist eine US-amerikanische Rockband.

## Geschichte
Zu den Gründungsmitgliedern zählen der Schauspieler James Marsters (Gesang und Gitarre), Charlie DeMars (Gitarre), dessen Stiefbruder Steven Sellers (Keyboard, Gitarre), Kevin McPherson (Bass) und Aaron Anderson (Schlagzeug). Aaron verließ im Januar 2004 vorläufig die Band, um in einer Kirchenmission in Mexiko zu arbeiten, als Ersatz kam Sean Hutchinson zur Band und wurde der neue Schlagzeuger.
Die Band spielte diverse Liveauftritte in den USA, besonders gerne im 14 Below, und machte 2003 und 2004 eine Europatournee, während der sie auch in Deutschland Auftritte absolvierten.
Im Juni 2004 gab James Marsters die Auflösung der Band bekannt, da er nicht mehr genügend Zeit für die Proben mit den restlichen Mitgliedern hatte, aber deren musikalische Entwicklung auch nicht weiter bremsen wollte. Während James alleine ab und zu ein Konzert gibt, sind durch die anderen Bandmitglieder die Gruppen Gods of the Radio (eigentlicher Titel des nächsten Albums) und Power Animal entstanden, die bereits alle ein neues Album aufgenommen und veröffentlicht haben.
Ende 2010 wurde die Band wieder neu aufgebaut und am 15. März 2010 wurde das neue Album B-Sider veröffentlicht. Seit dem Neuaufbau unterstützt James Marsters’ Sohn, Sullivan Marsters, die Band sporadisch bei einigen Titeln als Gitarrist.
Das Album Murphy's Law wurde am 6. Dezember 2011 veröffentlicht.

## Diskografie
- 2002: David Letterman (Single)
- 2002: Valerie (Single)
- 2003: Mad Brilliant (Album)
- 2004: New Man (Single)
- 2004: It's Nothing (EP)
- 2010: B-Sider (Album)
- 2011: Murphy's Law (Album)